# Netrobalane
Netrobalane canopus es una especie de lepidóptero ditrisio de la subfamilia Pyrginae  dentro de la familia Hesperiidae, es el único miembro del género monotípico Netrobalane. 
Se encuentra en la sabana de África, desde Sudáfrica a Kenia hasta Nigeria y sur de Sudán.
Tiene una envergadura de alas de 26-44 mm para los machos y de 42-45 mm las hembras. Los adultos se encuentran en vuelo desde septiembre hasta noviembre y desde febrero a mayo en el sur de África.
Las larvas se alimentan de especies del género Grewia (incluyendo Grewia occidentalis, Grewia similis y Grewia flavescens), especies de Dombeya  (incluyendo Dombeya cymosa y Dombeya calantha), y especies de Hibiscus y Pavonia (incluyendo Pavonia macrophylla y Pavonia burchelli).